# Falogocentrisme
En teoria crítica i desconstrucció, falogocentrisme és un neologisme encunyat per Jacques Derrida (i explicat en el seu text La farmàcia de Plató) i utilitzat avui en lingüística i sociologia, que fa referència al privilegi del masculí en la construcció del significat. Ha estat un terme fonamental en treballs literaris i filosòfics sobre el gènere per mostrar l’aplicació i els efectes de l’androcentrisme en la construcció del discurs.
El terme prioritza, com és conegut en la seva filosofia, la importància donada culturalment a la parla sobre l'escriptura i aquest fet és, per Derrida, part del fal·locentrisme. Ha estat fonamental per a treballs literari-filosòfics sobre el tema dels gèneres.
La desconstrucció és considerada com a filosofia de les indeterminacions i, per tant, aporètica, oposada així a una altra apodíctica. Derrida utilitza per a aquesta última manera de fer filosofia el terme també conegut de logocentrisme.
Pròpiament, Derrida intenta exposar que el que avui ha esdevingut com a assumpte o problema de gèneres ha estat històricament una generalització del gènere masculí: aquesta assimilació històrica, no eximeix de coerció, està expressada en l'encolat que el filòsof fa entre falocentrisme i logocentrisme, amb el resultat de "falogocentrisme".
El feminisme ha compartit aquesta terminologia del filosofo algerià, per exemple en el cas de Catherine Clément i Hélène Cixous a The Newly Born Woman (La dona nounada, 1975). En aquestes teòriques apareixen figures retòriques semblants a les de colonització territorial que ara s'atribueixen al gènere femení.
Wayne Borody, professor de filosofia de la Nipissing University, no acorda amb les postures radicals tals com les de les feministes de dalt, considerant que el terme ha simplificat la història occidental. Un exemple seria el que en la cultura occidental, més enllà de la qüestió de gèneres, han tingut prevalescència idees aporètiques, tant en la religió, com en la filosofia i la ciència. Per a Borody l'argument falogocèntric funciona de la mateixa manera que una metanarrativa, sostenint una actitud maniquea que s'assembla a la dels colonitzadors del Nou Món quan anomenaven a les cultures natives "salvatges". (Vegeu Fletxa del temps)